# Kecamatan Balikpapan Utara
Kecamatan Balikpapan Utara är ett distrikt i Indonesien.   Det ligger i provinsen Kalimantan Timur, i den nordvästra delen av landet, 1 200 km nordost om huvudstaden Jakarta.